# Prix Max-Beckmann

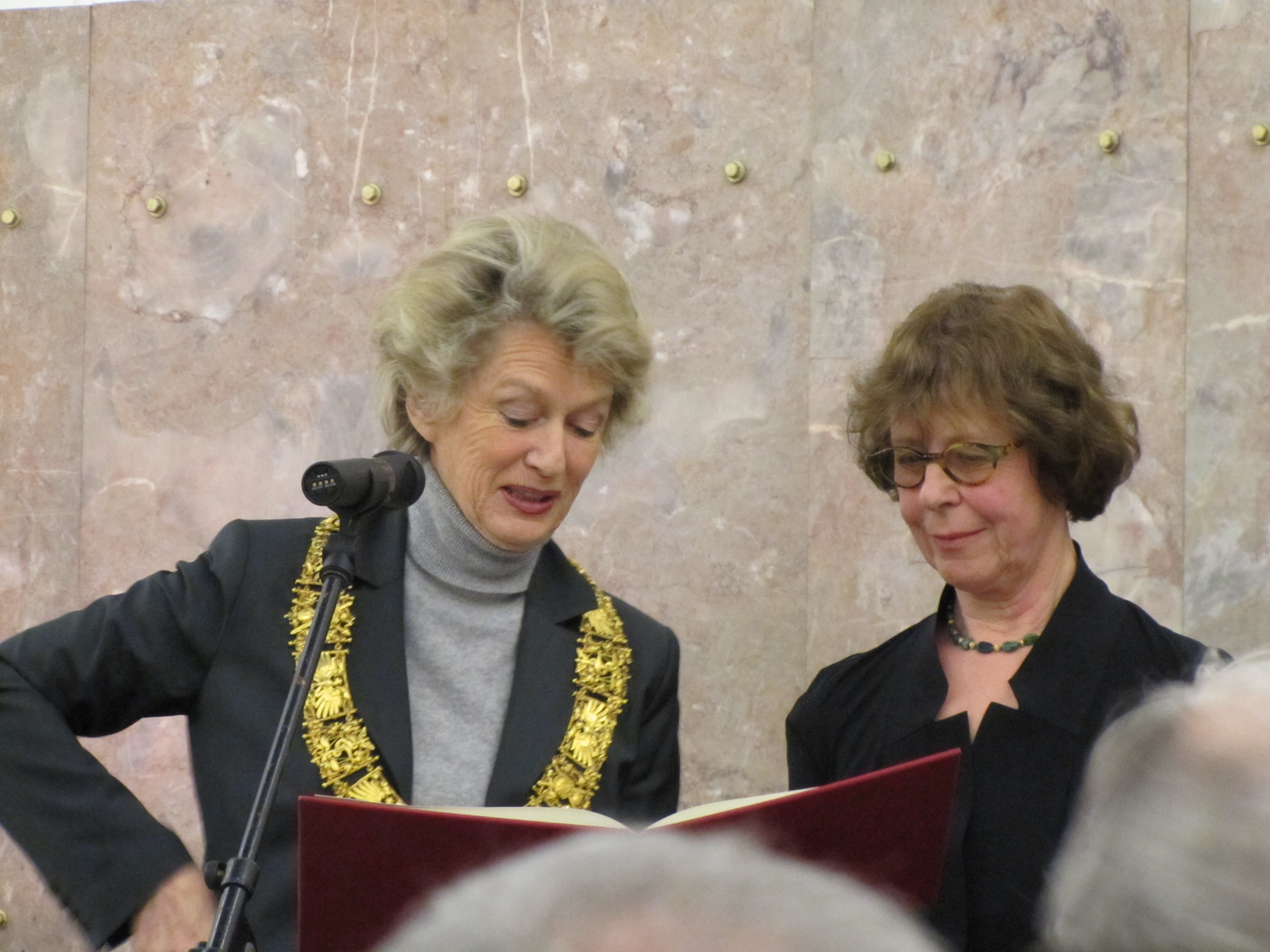
La maire de Francfort Petra Roth (à gauche) lors de la remise du prix à Barbara Klemm (à droite) en 2010

Le prix Max-Beckmann de la ville de Francfort-sur-le-Main est un prix artistique attribué tous les trois ans depuis 1978. Il récompense un travail remarquable en peinture, art graphique, sculpture ou architecture et est doté de 50 000 euros.
Le prix a été nommé en hommage à l’artiste Max Beckmann, qui a vécu à Francfort de 1915 à 1933. Il est remis le 12 février, le jour de naissance de Beckmann. Les récipiendaires n’ont aucune obligation d’avoir une relation artistique à Beckmann. 

## Récipiendaires
- 1978 Richard Oelze, peintre.
- 1981 Arnulf Rainer, peintre.
- 1984 Willem de Kooning, peintre.
- 1987 Erwin Heerich et Walter Pichler, sculpteurs.
- 1990 Bruce Nauman, vidéaste.
- 1993 Ilia Kabakov, peintre et artiste multimédia.
- 1996 Jacques Herzog et Pierre de Meuron, architectes.
- 2001 Harald Szeemann, commissaire d’exposition.
- 2004 Maria Lassnig, peintre.
- 2007 Richard Hamilton, peintre et graphiste.
- 2010 Barbara Klemm, photographe.
- 2013 Otto Piene, peintre.
- 2016 Agnès Varda, réalisatrice[1].
- 2019 Cindy Sherman, artiste et photographe[2],[3].